# Blšany u Loun
Blšany u Loun település Csehországban, Lounyi járásban. Blšany u Loun Chlumčany, Obora, Černčice, Veltěže és Louny településekkel határos. Lakosainak száma 422 fő (2024. január 1.).

## Népesség
A település lakosságának változását az alábbi diagram mutatja:
| Lakosok száma | 328  | 424  | 473  | 307  | 270  | 203  | 310  | 346  | 388  | 422  |
|               | 1869 | 1890 | 1921 | 1950 | 1980 | 2001 | 2017 | 2019 | 2022 | 2024 |